# Sylvain Delcomminette
Sylvain Delcomminette (* 20. Jh.) ist ein belgischer Philosophiehistoriker auf dem Gebiet der antiken Philosophie.
Sylvain Delcomminette ist Professor für antike Philosophie an der Faculté de Philosophie et Sciences sociales der Université libre de Bruxelles. Als Schüler und Nachfolger von Lambros Couloubaritsis arbeitet er vor allem zu Platon (insbesondere zum Philebos, zum Politikos, zum Phaidon und zum Phaidros) und zu Aristoteles. Für die Monographie Aristote et la nécessité, in der er die Kohärenz von Aristoteles’ Gesamtwerk aufweist, erhielt er den Prix Reinach der Association pour l’encouragement des études grecques en France und den Prix Jules Duculot der Académie royale de Belgique.

## Schriften (Auswahl)
Monographien
- Platon, Philèbe. Introduction, texte, traduction et commentaire. Vrin, Paris 2022.
- Aristote et la nécessité. Vrin, Paris 2018. – Rezension von Claudio César Calabrese, Bryn Mawr Classical Review 2019.02.42
- Le Philèbe de Platon. Introduction à l’agathologie platonicienne. Brill, Leiden/Boston 2006. – Rezension von Joachim Aufderheide, Bryn Mawr Classical Review 2008.10.38
- L’Inventivité dialectique dans le Politique de Platon. Ousia, Brüssel 2000.

Mitherausgeberschaften
- (Hrsg. mit Louise Walmsley): Pathos kai nomos: le traitement des affections dans les Lois de Platon (= Brill’s Plato studies series, 19). Brill, Leiden 2025, ISBN 978-90-04-72675-8.
- (Hrsg. mit Geneviève Lachance): L’Éristique. Définitions, Caractérisations et Historicité. Ousia, Brüssel 2021. – Rezension von Santiago Chame, Bryn Mawr Classical Review 2022.12.30
- (Hrsg. mit Raphaël Van Daele): La Méthode de division de Platon à Érigène. Vrin, Paris 2020. – Rezension von Jan Szaif, Bryn Mawr Classical Review 2022.03.15
- (Hrsg. mit Pieter d’Hoine und Marc-Antoine Gavray): The Reception of Plato’s Phaedrus from Antiquity to the Renaissance. De Gruyter, Berlin 2020. – Rezension von Marco Donato, Bryn Mawr Classical Review 2021.04.06
- (Hrsg. mit Pieter d’Hoine und Marc-Antoine Gavray): Ancient Readings of Plato’s Phaedo. Brill, Leiden/Boston 2015.
- (Hrsg. mit B. Collette-Dučić): Unité et origine des vertus dans la philosophie de l’Antiquité. Ousia/Vrin, Brüssel/Paris 2014.
- (Hrsg. mit Antonino Mazzù): L’Idée platonicienne dans la philosophie contemporaine. Jalons. Vrin, Paris 2012.
- (Hrsg. mit Lambros Couloubaritsis): La causalité chez Aristote. Vrin/Ousia, Paris/Brüssel 2011.
- (Hrsg. mit Michèle Broze, Baudouin Decharneux): All’ eu moi katalexon… « Mais raconte-moi en détail… » (Odyssée, III, 97). Mélanges de philosophie et de philologie offerts à Lambros Couloubaritsis. Vrin, Paris / Ousia, Bruxelles 2008.